# Maricopa Indijanci
Maricopa (Pipatsje) je pleme Yuman Indijanaca i Yumama najsrodniji, obitavali su na rijeci Gila u Arizoni, gdje su imali mnogobrojna sela. Skromi Mooney (1928) procjenio im je broj na 2.000 (1680.), što znači jedino da ih je bilo daleko više. Tako Venegas (1758), kaže da su Maricope i Pime 1742. godine imali oko 6.000 duša na Gili. Godine 1775. Garcés je procijenio broj od 3.000 Maricopa. Kontakt s bijelcima nosi im smrt, tako da ih je 1930. preostalo tek 310. -Maricope danas žive s Pima Indijancima na dva rezervata u Arizoni, to su Gila River i Salt River. Pleme Maricopa imalo je 400 (1990); 800 (2000). Bijahu sjedilački farmeri, lovci i sakupljači (među ostalim kaktusovo voće). 

## Ime
Sami sebe Maricope su nazivali Pipastje, u značenju ljudi; People, dok riječ  pipa  označava  muškarce (men), Naziv Maricopa nije objašnjen, svakako je kratica starijeg naziva Cocomaricopa. Ostali strani nazivi za njih, također nerazjašnjeni su: Atchihwa i Tá'hba  kod (Yavapai), Cohpáp ili  Awo-pa-pa (Pima), Tchihogásat (Indijanci Havasupai) i Widshi itíkapa, što je naziv Tonto Apača za njih, Pime i Papage. Postoji i naziv Xalychidom Piipaash  (People who live toward the water) što bi podsječalo na ime plemena Halchidhoma, koje se priključilo Maricopama i ostalo živjeti s njima.

## Sela
Popisano je 67 sela koja pripadaju Maricopama. Swanton nam daje imena sljedećih: Aicatum, Amoque, Aopomue, Aqui, Aquimundurech, Aritutoc, Atiahigui, Aycate, Baguiburisac (možda od Maricopa blizu Gila River Rievra), Caborh, Caborica, Cant (možda Maricopa, nedaleko ušća Salt Rivera), Choutikwuchik, Coat (možda njihovo, lokacija nepoznata), Cocoigui, Cohate, Comarchdut, Cuaburidurch, Cudurimuitac, Dueztumac, Gohate, Guias, Hinama (narod ovog naselja u Swantonovo doba prešao je na južnu obalu Salta, istočno od mormonskog naselja Lehi, u okrugu Maricopa),  Hiyayulge, Hueso Parado (ovo selo je na rezervatu Pima i Maricopa Indijanaca, nastanjuju ga oba plemena), Khauweshetawes, Kwatchampedau, Norchean, Noscario, Oitac, Ojiataibues, Pipiaca, Pitaya, Sacaton (ovo selo naseljavaju uglavnom Pime, nalazi se 22 milje istočno od maricopa Stationa), San Bernadino (selo na at Agua Caliente, blizu Gila River, postoji još jedno istoimeno naselje), San Geronimo, San Martin (na Gila Riveru, zapadno od Great Benda), San Rafael (ovo selo možda pripada Maricopama ,na jugu je Arizone), Sasabac, Shobotarcham, Sibagoida (možda od Maricopa, položaj nepoznat), Sibrepue, Sicoroidag (na Gili), Soenadut, Stucabitic, Sudac, Sudacsasaba, Tadeovaqui, Tahapit, Toa, Toaedut, Tota (možda od Maricopa), Tuburch, Tuburh (lokacija nepoznata), Tubutavia, Tucavi (ovo je možda identično selu Tucsani), Tucsani, Tucsasic, Tuesapit, Tumac (najzapadnije selo na Gila Riveru), Tuquisan, Tutomagoidag, Uitorrum (ovo je grupa rancherija na južnoj obali Gile kod Great Benda), Uparch, Upasoitac (blizu Great Bend na Gila River), Urchaoztac, Yayahaye.

## Povijest
Maricope bijahu nekada dio naroda Yuma, od kojih su se odvojili i nastanili u području donje Gile. U ranom 19. stoljeću oni su već rasprostranjeni od 35° do ušća Gile. U sukob s Yumama dolaze 1775. i to se nastavilo sve do u duboko u 19. stoljeće. Tako stupaju 1857. u savez sa stranim plemenom Pima (Akimel O'odham), plemenu srodnom Papago Indijancima, i zadaju Yumama teške gubitke kod Maricopa Wellsa. Aktom Kongresa 1859. Pime i Maricope smješteni su na rezervat, koji se kasnije povećavao. Kasnije 1879. ova dva plemena dobivaju rezervat Salt River, i 1883. Gila River.

## Kultura
Maricope bijahu sjedilački farmeri i lovci. Glavno je sredstvo Maricopa ratara mano i metate (ručni mlinski kamen) kojim usitnjavaju (melju) svoje žitarice.  Voće kaktusa žene sakupljaju u velikim košarama (izvrsni su košaraši) i nose ga kući gdje se jede svježe, suše ga, proizvode žele, ili čuvaju na drugi način. 
-Muškarci su nosili pregače, a žene omotano platno oko gornjeg dijela tijela, pa do koljena. -Nastambe su četvrtaste, pokrivene granjem i blatom.

## Vanjske poveznice
- Maricopa  Arhivirana inačica izvorne stranice od 29. rujna 2007. (Wayback Machine)
- Maricopa Indian Tribe History
- Salt River Pima-Maricopa Indian Community  Arhivirana inačica izvorne stranice od 14. svibnja 2006. (Wayback Machine)

- Maricopa teritorij